# Hôtel de Chimay
El hôtel de Chimay, conocido sucesivamente como Hôtel de la Bazinière, Grand Hôtel de Bouillon, Hôtel de La Pagerie antes de tomar su nombre actual, es una mansión privada en París que desde 1883 forma parte de la Escuela Nacional de Bellas Artes de París. Se encuentra en el número 17 de quai Malaquais en el 6 distrito.

## Historia
El Quai Malaquais fue construido alrededor de 1552 en un dique destinado a proteger a los Pré-aux-Clercs de las inundaciones. 1585, el muelle toma su nombre actual, del nombre del puerto vecino.

### Hotel de La Bazinière

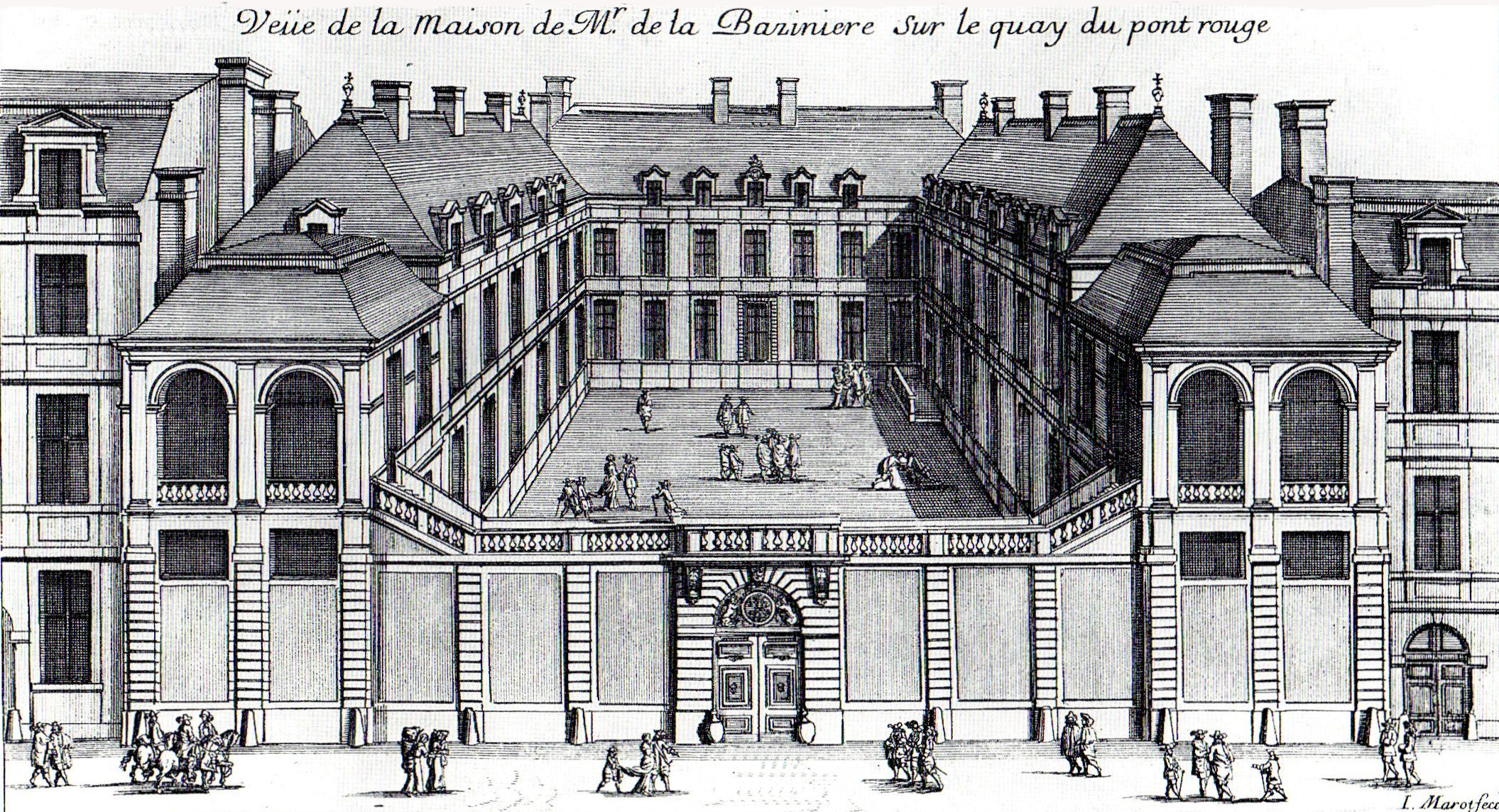
Perspectiva grabada por Jean Marot hacia 1658 del Hotel de La Bazinière

Fue construido en 1635 por los empresarios Simon Delespine (fallecido alrededor de 1680), Martial Baret y Jean Péronne para Macé I Bertrand de La Bazinière, tesorero de ahorros.
Entre 1653 y 1658, Macé II Bertrand de La Bazinière , heredero de la oficina de su padre, hizo transformarlo por François Mansart. Parte de la decoración fue pintada por Charles Le Brun. Un grabado que lo representa en este momento, 1658, fue realizado por Jean Marot. En octubre de 1660, acogió a la compañía de Molière para interpretar Les Précieuses ridicules y Sganarelle ou le Cocu imaginaire. Cercano a Nicolás Fouquet, fue encarcelado en 1661 y murió arruinado.
Fue habitado en 1665 por Henriette-Marie de France, hermana de Luis XIII.

### Gran Hotel de Bouillon
En 1681 Godefroy Maurice de La Tour d'Auvergne, duque de Bouillon, lo compró. De 1681 a 1714 estuvo habitada por Marie Anne Mancini, duquesa de Bouillon, sobrina del cardenal Mazarino, quien la hizo embellecer por Charles Le Brun y André Le Nôtre.
Fue reconstruido entre 1741 y 1744 por el arquitecto François Debias-Aubry, para Charles-Godefroy de La Tour d'Auvergne, duque de Bouillon, excepto una parte a lo largo del muelle de Malaquais. Las esculturas están realizadas por Jacques-François Martin y Jean-Martin Pelletier.
En 1745, François Debias-Aubry construyó el Petit hôtel de Bouillon, que se encuentra en el número 15 del quai Malaquais, junto al Grand hôtel de Bouillon.

### Hotel de La Pagerie
Napoleón I lo entregó a Stéphanie Tascher de La Pagerie, prima de Joséphine, 1 de febrero de 1808 después de su matrimonio con Prosper-Louis d'Arenberg, 7 duque de Aremberg. Parte de la decoración fue rehecha al estilo Imperio.

### Hotel de Chimay
Fue comprado en 1852 por Joseph de Riquet de Caraman, Príncipe de Chimay.
Fue habitada principalmente por Jean Martin Charcot desde el verano de 1871. El doctor ocupó un ala entera durante varios años antes de mudarse a una mansión en el Boulevard Saint-Germain. También fue ocupado al mismo tiempo por el hombre de letras Édouard Pailleron.
En 1883 el estado lo compró para la École des Beaux-Arts, que lo vació casi por completo para instalar allí talleres.
Además de las estatuas, el patio alberga dos columnas y un capitel de las ruinas del Palacio de las Tullerías.

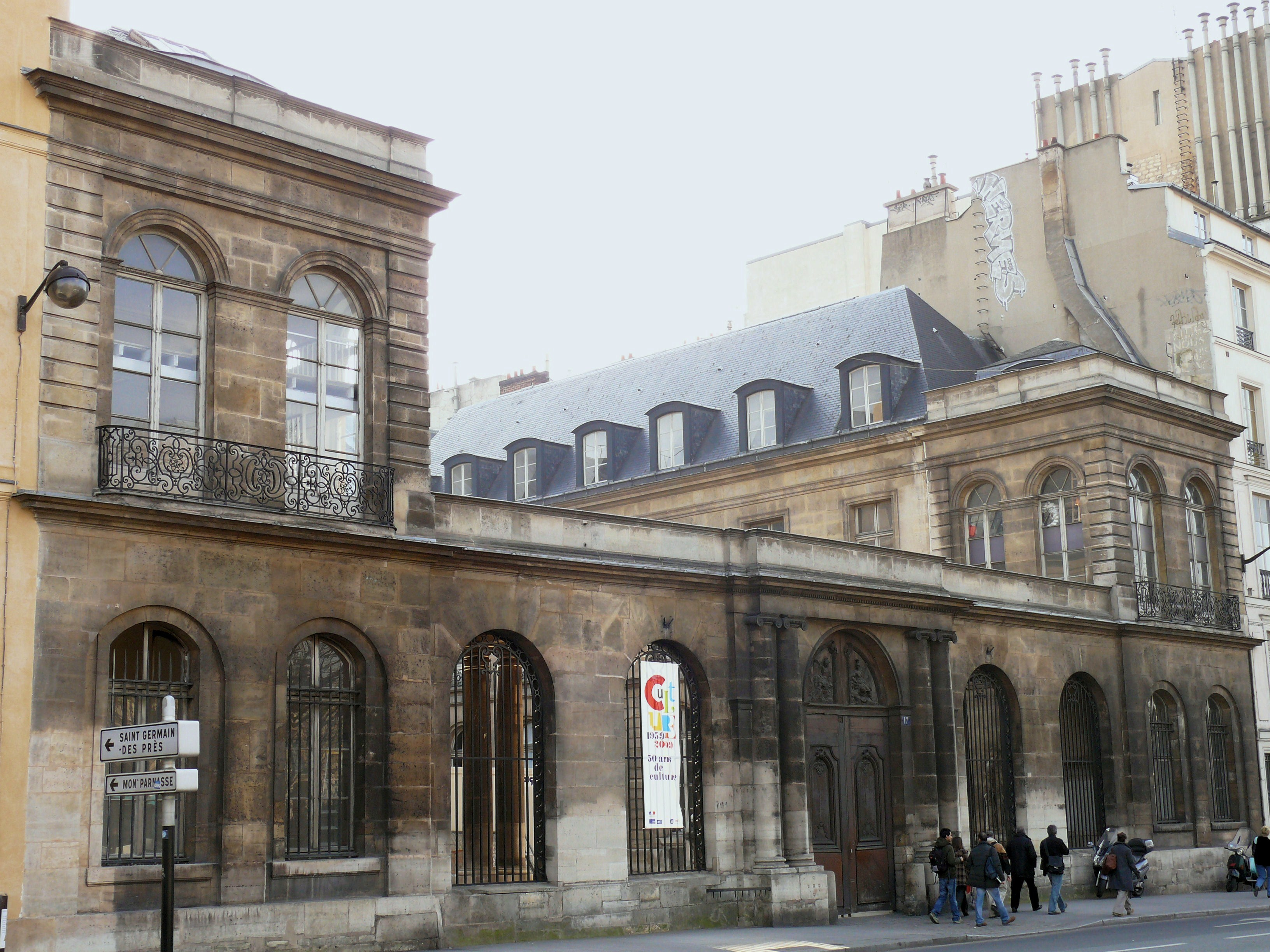
Fachada antes de la restauración.
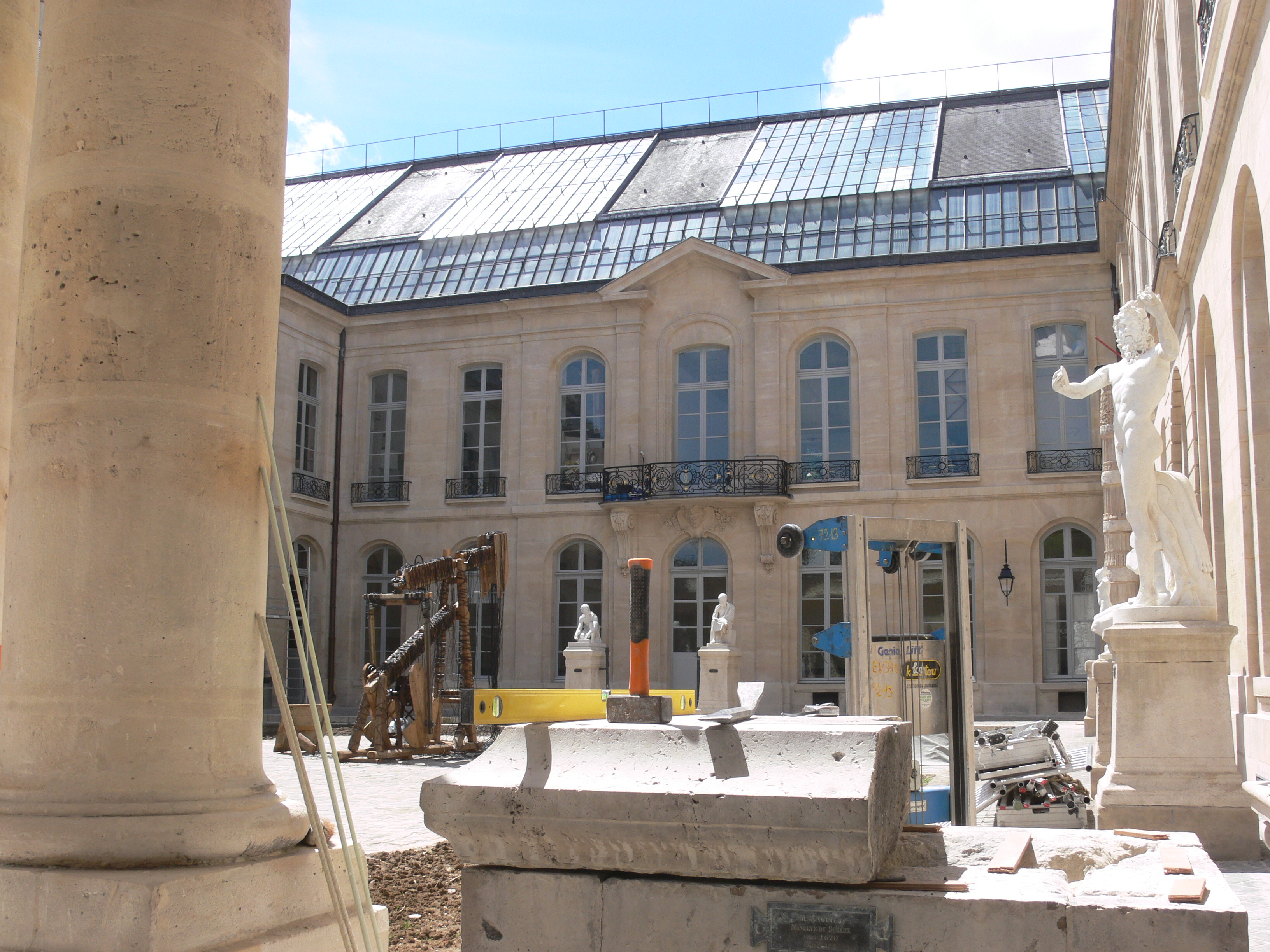
Patio del hotel.
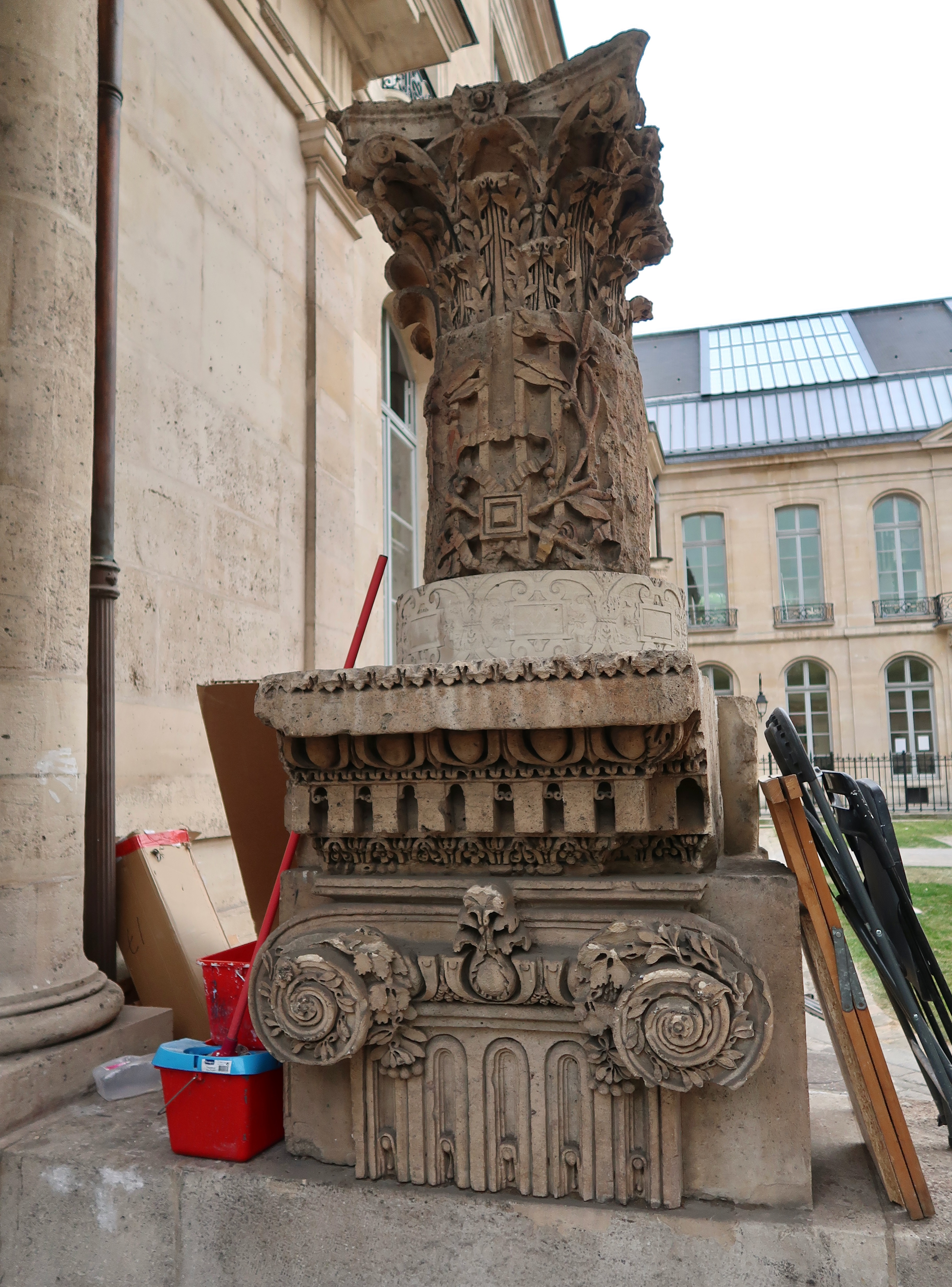
Capitel de columna de las Tullerías.